# Åsa-Nisse i rekordform
Åsa-Nisse i rekordform är en svensk komedifilm från 1969 i regi av Ragnar Frisk.
Filmen hade premiär den 19 december 1969.

## Handling[2]
Åsa-Nisse uppfinner ett nytt båtbränsle, atompiller som han och kompisen Sven testar i en båtmotor. Farten blir 55 knop och framfarten orsakar flera tillbud. En firma som tillverkar båtmotorer bjuder Åsa-Nisse och Sven på nattklubb och stjäl pillren.

## Om filmen
Detta är den tjugonde Åsa-Nisse-filmen i den klassiska serien. John Elfström som tidigare alltid haft huvudrollen har här bytts ut mot Arne Källerud.
Detta är en av två Åsa-Nisse-filmer där Klabbarparn inte medverkar.
Åsa-Nisse i rekordform har visats i SVT, bland annat i maj 2024.

## Rollista[5]
- Arne Källerud – Åsa-Nisse
- Akke Carlsson – Sven
- Gregor Dahlman – firmaagenten
- Bert-Åke Varg – agentens kumpan
- Stellan Skantz – agentens kumpan
- Arne Qvick – nattklubbsartist
- Doris Svensson – nattklubbsartist
- Gösta Krantz – landsfiskal
- Gunnar "Knas" Lindkvist – en man på stranden
- Tor Isedal – konkurrent
- Alice Timander – dam i eka
- Leena Skoog – naken badnymf
- Bertil Englund – förste älskare
- Jokkmokks-Jokke – historieberättare
- Sune Mangs – finne på brygga
- June Carlsson – TV-hallåa
- Bengt Bedrup – TV-reporter
- Ragnar Frisk – regissör
- Stig Caldeborn – en fjantig kille
- Anette Arvidsson – förförisk flicka
- Isabella Kaliff – förförisk flicka
- Ann Ericsson – förförisk flicka
- Gösta Jonsson – hovmästare
- Åke Strömmer – reporter
- Trio me' Bumba

## Filmmusik i urval[6]
- "Rosen", kompositör Erik Bergman
- "Välj dina ord", kompositör Kurt Spjuth, text Ingemar Fälth
- "Du som bara har sett vårar", sång Doris Svensson